# Ожидув (ґміна)
Ґміна Ожидів (пол. Gmina Ożydów; 1934—1939 рр.) — колишня сільська ґміна Золочівського повіту Тернопільського воєводства Польської республіки (1918—1939) рр. Центром ґміни було село Ожидів.
1 серпня 1934 року було утворено ґміну Ожидів у Золочівському повіті Тернопільського воєводства. До неї увійшли сільські громади: Хватів, Чішки, Йосипівка, Кути, Підлисся, Ожидів, Закомар'я.
У 1934 році територія ґміни становила 102,71 км². Населення ґміни станом на 1931 рік становило 9075 осіб. Налічувалося 1764 житлових будинків.
У 1940 році ґміна ліквідована у зв'язку з утворенням Олеського району у складі Львівської області.